# Proceratophrys moehringi
Proceratophrys moehringi es una especie de ránidos que vive en Brasil.
Está amenazada de extinción por la pérdida de su hábitat natural.